# South Bend (Nebraska)
South Bend – wieś w Stanach Zjednoczonych, w stanie Nebraska, w hrabstwie Cass.